# Ortalis columbiana
Ortalis columbiana е вид птица от семейство Cracidae.

## Разпространение
Видът е разпространен в Колумбия.